# 西畴県
西疇県（せいちゅう-けん）は中華人民共和国雲南省文山チワン族ミャオ族自治州に位置する県。

## 行政区画
下部に2鎮、7郷を管轄する。
- 鎮
  - 西灑鎮、興街鎮
- 郷
  - 蚌谷郷、蓮花塘郷、新馬街郷、柏林郷、法斗郷、董馬郷、鶏街郷